# Анагноризм
Анагнори́зм (нім. Anagnorisis, англ. recognition, anagnorisis, фр. decouverte, пол. anagnoryzm від грец. ἀναγνώρισις — впізнання) — момент сюжетної дії, при якому відбувається перехід персонажа або реципієнта твору від незнання до знання, вказує на розв'язку драматичного конфлікту шляхом з'ясування походження та характерних рис таємничого персонажа чи явища.

## У літературі
Термін запровадив Аристотель у своїй «Поетиці» (розділи XI та XIV) на позначення ситуації, коли трагічний герой отримує відомості про приховувані від нього події минулого, про власну долю чи іншу особу. Класичні приклади анагноризму можна знайти в творах Менандра. Так в його комедії інтриги розгортаються сюжетні колізії впізнавання знехтуваних дітей, з'ясування кровного зв'язку між дійовими особами, що завершується щасливим фіналом («Полюбовний суд»). Розв'язка подій через анагноризм може мати й трагічні компоненти, як у п'єсах Софокла «Цар Едіп», «Едіп у Колоні», «Орестея».
Як приклад анагноризму Аристотель наводить те місце з «Царя Едіпа», коли головний герой дізнається про те, що вбив свого батька та одружився з власною матір'ю. Цей приклад тим більше ефектний, що анагноризм супроводжується «перипетією» — миттєвим переходом головного героя від щастя до нещастя.
Анагноризм широко використовувався в літературі подальших епох, від Гомера (епізод впізнавання Телемахом Одісея в «Одісеї»), до середньовічних агіографій та нової літератури (пор. поему «Наймичка» Т. Г. Шевченка). За принципом анагноризму побудовані майже всі твори детективного жанру.

## У кінематографі
Починаючи з епохи нуару світовий кінематограф також освоїв кілька особливо ефектних ситуацій анагноризму (впізнавання):
- Розслідування вбивства переривається появою передбачуваної жертви («Лора», «Запаморочення», «Третя людина»).
- Той, хто вчинив злочин, розуміє, що став його жертвою («Дияволиці», «Марні», фільми про афери).
- Ключовий герой розповіді виявляється плодом чужої уяви («Психо», «Звичайні підозрювані», «Бійцівський клуб»).
- Головний герой з'ясовує, що став жертвою грандіозної змови («Леді з Шанхаю», «Дитина Розмарі», «Контракт рисувальника»).

У сучасному кінематографі розроблено декілька моделей радикального, шокуючого анагноризму:
- Той, хто розслідує злочин з'ясовує, що сам його й здійснив («Янгольське серце», «Пам'ятай», «Острів проклятих»).
- Головний герой усвідомлює свою приналежність до тих, з ким давно та наполегливо боровся («Той, хто біжить по лезу», «Конформіст»).
- Головний герой виявляє, що він не існує («Шосте чуття», «Ванільне небо»).
- Весь реальний світ виявляється фантазією, а фантазія — реальністю («Матриця», «Екзистенція»).